# Pasadeña
Pasadeña
es un barrio rural  del municipio filipino de primera categoría de El Nido perteneciente a la provincia  de Paragua en Mimaro,  Región IV-B.
En 2007 Pasadeña contaba con 1.445 residentes.

## Geografía
El municipio de El Nido se encuentra 238 kilómetros al noreste de Puerto Princesa,  capital provincial. 
Su término ocupa el extremo meridional de isla Paragua. Linda al norte con la  isla de Linapacán y otras  del grupo de las islas Calamianes; al sur con el municipio vecino de Taytay; al este con el Mar de Joló frente a las islas que forman el municipio de Agutaya; y al oeste con el  mar de la China Meridional, conocido localmente como el Mar del Oeste de Filipinas.
Su término se encuentra al oeste, en la costa, linda al norte con los barrios de Bucana y de Barotuán; al sur con el de Villa Libertad; al este con los de Sibaltán, Villa Paz y de Nueva Ibajay (New Ibajay). 
Este barrio comprende el islote de Emmit.

### Demografía
El barrio  de Pasadeña contaba  en mayo de 2010 con una población de 1.584 habitantes.

## Historia
Bacuit formaba parte de la provincia española de  Calamianes, una de las de las 35 provincias de la división política del archipiélago Filipino, en la parte llamada de Visayas. Pertenecía a la audiencia territorial  y Capitanía General de Filipinas, y en lo espiritual a la diócesis de Cebú.
Este barrio de Pasadeña fue creado el 21 de junio de 1957, comprendiendo los sitios de Lamoro, Cagbatang, Bulalacao, Pinañganteñgan, Quinawañgan, Nagbaclao, Colantod, Loblob y de Badiang.